# Suppression of the slave trade in the Persian Gulf
Suppression of the slave trade in the Persian Gulf var ett kejserligt firman (dekret) utfärdat av sultan Abd ül-Mecid I av Osmanska riket år 1847. 
Den utfärdades samma år som Disestablishment of the Istanbul Slave Market (1847). 

## Historik
Britterna drev länge en utrikespolitisk policy av diplomatiska påtryckningar mot Osmanska riket att motarbeta slaveri och slavhandel. 
I januari 1847 förbjöd sultanen genom ett dekret formellt importen av afrikanska slavar till Osmanska riket via persiska gulfen. 
Guvernören i Bagdad gavs order att förhindra importen av slavar från Gulfen under osmansk flagg, och britterna gavs order att undersöka misstänkta slavar i persiska gulfen och befria eventuella slavar.
Slavhandeln på Indiska oceanen fortsatte dock att importera slavar från Swahilikusten till Iran och Arabiska halvöns östkust till långt in på 1900-talet, och slaveriet i Irak avskaffades inte förrän 1924. 